# Carosello
Carosello è stato un programma televisivo pubblicitario della Rai, un contenitore di cortometraggi realizzati dalle aziende per reclamizzare i prodotti: nato il 3 febbraio 1957 sull'unico canale esistente, poi denominato Programma Nazionale nel 1961, andò in onda fino al 1º gennaio 1977, quotidianamente dopo il Telegiornale serale, per un totale di 7.261 puntate, tutte in bianco e nero.

## Caratteristiche
Veniva trasmesso tutti i giorni, tranne il venerdì santo e il 2 novembre, originariamente dalle 20:50 alle 21:00. Per effetto dell'austerity, che spinse la Rai ad anticipare tutti i programmi della serata a partire dal Telegiornale (spostato alle 20:00), dal 2 dicembre 1973 fu trasmesso alle 20:30.
Consisteva in una serie di filmati (spesso scenette comiche sullo stile del teatro leggero o intermezzi musicali) seguiti da messaggi pubblicitari. Carosello non era e non poteva essere solo un contenitore di messaggi pubblicitari: erano predeterminati il numero di secondi dedicati alla pubblicità, il numero di citazioni del nome del prodotto e il numero di secondi da dedicare allo "spettacolo", la cui trama doveva essere di per sé estranea al prodotto. Per una legge allora vigente non era concesso fare della pubblicità all'interno di uno spettacolo televisivo serale e nemmeno prima di un intervallo di novanta secondi dall'inizio del medesimo.
I corti venivano realizzati come qualsiasi film professionale, girati in pellicola impegnando ambienti e maestranze delle normali produzioni cinematografiche, spesso ricorrendo a sceneggiatori di fama - per esempio Age & Scarpelli - e a grandi registi: fra gli altri, Luciano Emmer (che ne è considerato l'inventore), Pupi Avati, Corrado Farina, Federico Fellini, Ugo Gregoretti, Sergio Leone, Luigi Magni, Ermanno Olmi, Pier Paolo Pasolini, Gillo Pontecorvo, Valerio Zurlini e, fra gli stranieri, l'americano Richard Lester. 

Enzo Tortora nel Carosello Durban's Adamo ed Eva 1959

## Storia

### La nascita

La sigla originale del 1957

Nel 1957 la Rai decise di inserire messaggi pubblicitari nella programmazione e per aggirare il divieto di fare pubblicità durante gli spettacoli televisivi sviluppò un apposito formato televisivo.
La regola principale del Carosello era che la parte di spettacolo (il "pezzo", della durata di 1 minuto e 45 secondi), doveva essere rigidamente separata e distinguibile da quella puramente pubblicitaria (il "codino", della durata di 30 secondi). Il passaggio dal pezzo al codino avveniva con una frase-chiave pronunciata dal protagonista; solo nella parte finale poteva essere nominato il prodotto. Ogni Carosello era inserito, durante i primi sei anni, in un contesto di tipo teatrale: veniva introdotto dall'apertura del sipario con accompagnamento di una specie di fanfara.

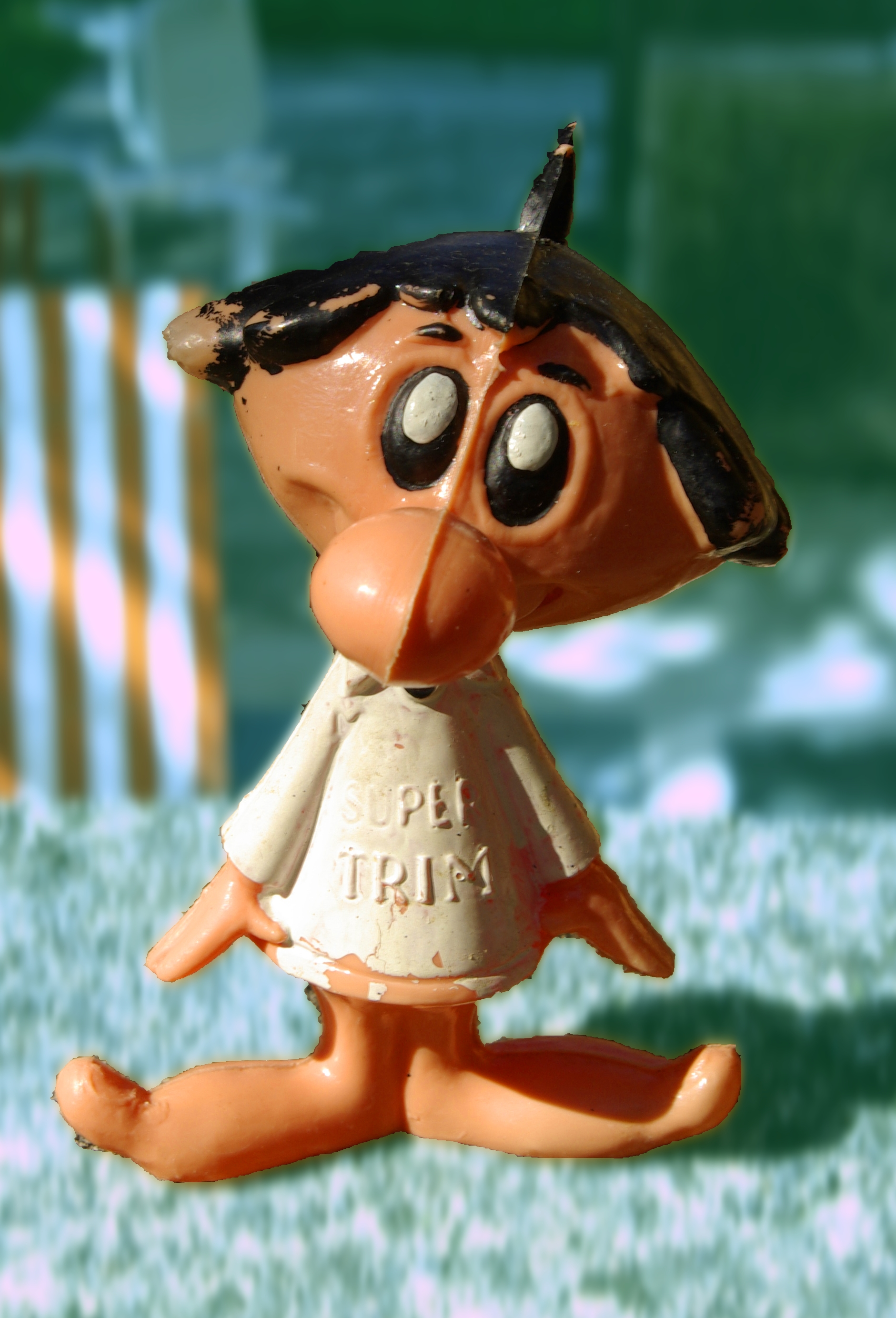
Il pupazzo di Angelino uno dei protagonisti dei cartoni animati inseriti in Carosello dal 1958 al 1965 e tra i primi esempi di integrazione fra gli spot pubblicitari e la distribuzione di gadget destinati all'infanzia

Le quattro scenette della primissima puntata di Carosello (andata in onda il 1 febbraio 1957) furono, per sorteggio, le seguenti:
- Shell: Contributo Shell per la sicurezza del traffico; Giovanni Canestrini vi parla di: "Guida a destra o guida a sinistra?"[9];
- L'Oréal: Un personaggio per voi con Mike Bongiorno[10];
- Singer: Quadrante della moda con Isa Pola e Mario Carotenuto[11];
- Cynar: Il barman con Carlo Campanini e Tino Bianchi[12].

Dal 10 febbraio 1957 andò in onda la serie Le avventure del signor Veneranda per il brandy Stock 84. Il regista fu Eros Macchi, lo sceneggiatore, soggettista e autore del personaggio fu Carletto Manzoni, gli attori furono Erminio Macario e Giulio Marchetti, il produttore fu Pino Peserico.
Nei primi anni andavano in onda solo quattro spettacoli per ogni puntata. La pubblicizzazione di un dato prodotto seguiva un ciclo di quattro puntate con cadenza settimanale, diversi l'uno dall'altro sebbene con soggetto comune. All'interno di una trasmissione, quindi, un pezzo andava in onda solo una volta. Nella sigla di chiusura infatti, l'annunciatrice annunciava la data della successiva messa in onda. I lettori del Radiocorriere TV, proprietà dell'ente RAI, potevano conoscere in anticipo le pubblicità incluse nel palinsesto. A partire dal 1960 i pezzi salirono a cinque per ogni puntata (anche se dal 1962 al 1964 scesero di nuovo a quattro). Dall'autunno 1974, e fino all'estate 1976, i Caroselli in onda ogni sera diventarono ben sei.

### Successo
La soluzione ebbe un enorme successo: Carosello è stato per molti anni fra le trasmissioni televisive più amate, arrivando a rappresentare un tipico appuntamento della famiglia italiana, tanto che, ancora oggi, la frase «A nanna dopo Carosello», intimata dalle madri ai figli bambini che dovevano andare a letto quasi subito dopo cena, è rimasta parte del linguaggio parlato.
Oltre a introdurre l'innovazione della pubblicità, e a farlo inserendola in un contesto che aveva il pregio di renderla gradevole al pubblico, Carosello portò anche una serie di innovazioni nel linguaggio televisivo in generale. La sua caratteristica più rilevante era l'inedita "brevità" (non solo delle inserzioni ma anche degli altri "siparietti"); per questo, gli stacchi teatrali dovevano essere diretti, semplici, attingendo spesso a luoghi comuni e rimanendo molto vicini alla cultura popolare. Memorabile una pubblicità (contenitore di una sorta di mini serie a puntate) con protagonista un giovane che subiva il furto del proprio ciclomotore di una nota marca.
Un'attuale rilettura evidenzierebbe una centralità socio-culturale localizzata nelle regioni del Nord Ovest italiano (Milano, Torino), teatro allora della rinascita economica e meta preferenziale dell'emigrazione interna. Troviamo infatti lo stereotipo della massaia moderna e avveduta, da uno spiccato accento milanese, con il compito di indicare il prodotto casalingo più aggiornato. In contropartita osserviamo la persona semplice e sprovveduta, sia attore sia personaggio d'animazione, come il pulcino Calimero, con spiccato accento veneto, regione allora depressa e serbatoio di emigrazione. Potrebbe indurre il sospetto di un velato razzismo l'apporre tale dialetto al personaggio di una colf di colore ma tuttavia si tendeva a evidenziare la differenza tra metropoli e provincia, l'ingresso o meno degli italiani nella cultura consumistica. Un buon esempio sono le avventure di un contadino in un negozio di casalinghi, alla ricerca di "una cosa cittadina". Inorridito davanti a degli elettrodomestici messi in prova da un commesso, l'uomo può rassicurarsi riconoscendo il marchio del prodotto richiesto, una comune lametta da barba.
Rispetto alla pubblicità moderna, la più lampante differenza rimase proprio il tentativo della RAI di integrare le novità di una nascente società dei consumi in un contesto legato alla tradizione nazionale popolare. Il messaggio pretendeva essere rassicurante e a tratti con pretese persino pedagogiche. Attraverso il messaggio pubblicitario si elargiva una promessa delle qualità di un prodotto.
Sicuramente il mondo della pubblicità, in prima fila la Sipra che gestiva la pubblicità RAI, vedeva in Carosello uno strumento sfuggito loro di mano e passato ai "creativi": il personaggio e la storiella erano più importanti del messaggio pubblicitario; ad esempio, Calimero era più famoso del detersivo reclamizzato.
D'altra parte, Carosello fu definito da una certa cultura anche "diseducativo", e inoltre la trasmissione risultava di fatto poco pratica e dispendiosa per la committenza, data l'eccessiva durata delle scenette.

### Sospensioni
In quasi vent'anni di storia, il programma venne sospeso in sole due occasioni: per una settimana tra il 31 maggio e il 6 giugno 1963 per l'agonia e la morte di papa Giovanni XXIII, e dal 12 al 15 dicembre 1969 all’indomani della strage di piazza Fontana. 
Altre sospensioni più brevi si ebbero per la morte di papa Pio XII (dal 9 all’11 ottobre 1958), per il disastro del Vajont (10 ottobre 1963), per le uccisioni dei fratelli John (22 novembre 1963) e Robert Kennedy (5 giugno 1968) nonché, a seguito di improrogabili collegamenti, per la prima trasmissione in Mondovisione, il 25 giugno 1967, e per l'ammaraggio della navicella spaziale Apollo 14, il 9 febbraio 1971. Alcuni scioperi e agitazioni in seno alla RAI alterarono lievemente la programmazione, ad esempio con l'avvio della sigla finale senza l'elencazione dei prodotti reclamizzati.

### La chiusura
Il 1º gennaio 1977 andò in onda l'ultima puntata di Carosello.
Le cinque scenette di quest'ultima puntata furono:
1. Stock: Superspettacolo di Capodanno (con Raffaella Carrà, regia di Gino Landi);
2. BTicino: Il calcolatore elettronico: Cassa robot (con Alfredo Danti, regia di Nedo Zanotti);
3. Amaro Ramazzotti: I due sceneggiatori: Il bowling (con Mario Maranzana e Giancarlo Dettori, regia di Andrea Cardile);
4. Ati/Piletti: Attività serene: La giornalaia (regia di Ermanno Olmi);
5. Dr. Gibaud: Famiglia: Sciare (con Mario Valdemarin e Gemma De Angelis, regia di Ezio Perardi).

La chiusura del programma fu causata da vari fattori: in primis, il mercato pubblicitario italiano si stava trasformando in senso più moderno e dinamico, e quindi i produttori cominciarono a diventare insofferenti verso i limiti di tempo imposti da questo modo di reclamizzare i propri prodotti; anche il pubblico stava cambiando, e la televisione basata su presupposti pedagogici cominciava a perdere presa. Anche le ditte più piccole, che non potevano permettersi i costi di Carosello, iniziarono a far sentire la loro voce. Infine, i prodotti del mercato internazionale avevano bisogno di un'immagine standard nei diversi Paesi e mal sopportavano il fatto di dover costruire pubblicità legate particolarmente al contesto italiano.
Vennero creati da allora degli annunci più brevi racchiusi in scenette pubblicitarie, compresi tra un intermezzo (solitamente scene animate) d'apertura e uno di chiusura e mandati in onda in precise fasce orarie; in base a talune gli spazi venivano contraddistinti con una lettera dell'alfabeto. In particolare il Carosello venne sostituito con lo Spazio F, in onda alle 20:30, quindi alla fine del telegiornale. Lo Spazio F fu poi sostituito da una nuova serie di intermezzi, che mostravano adesso il nome della rete, nell'ottobre 1983, periodo in cui il canale Rete 1 assunse l'attuale denominazione Rai 1.

## La sigla

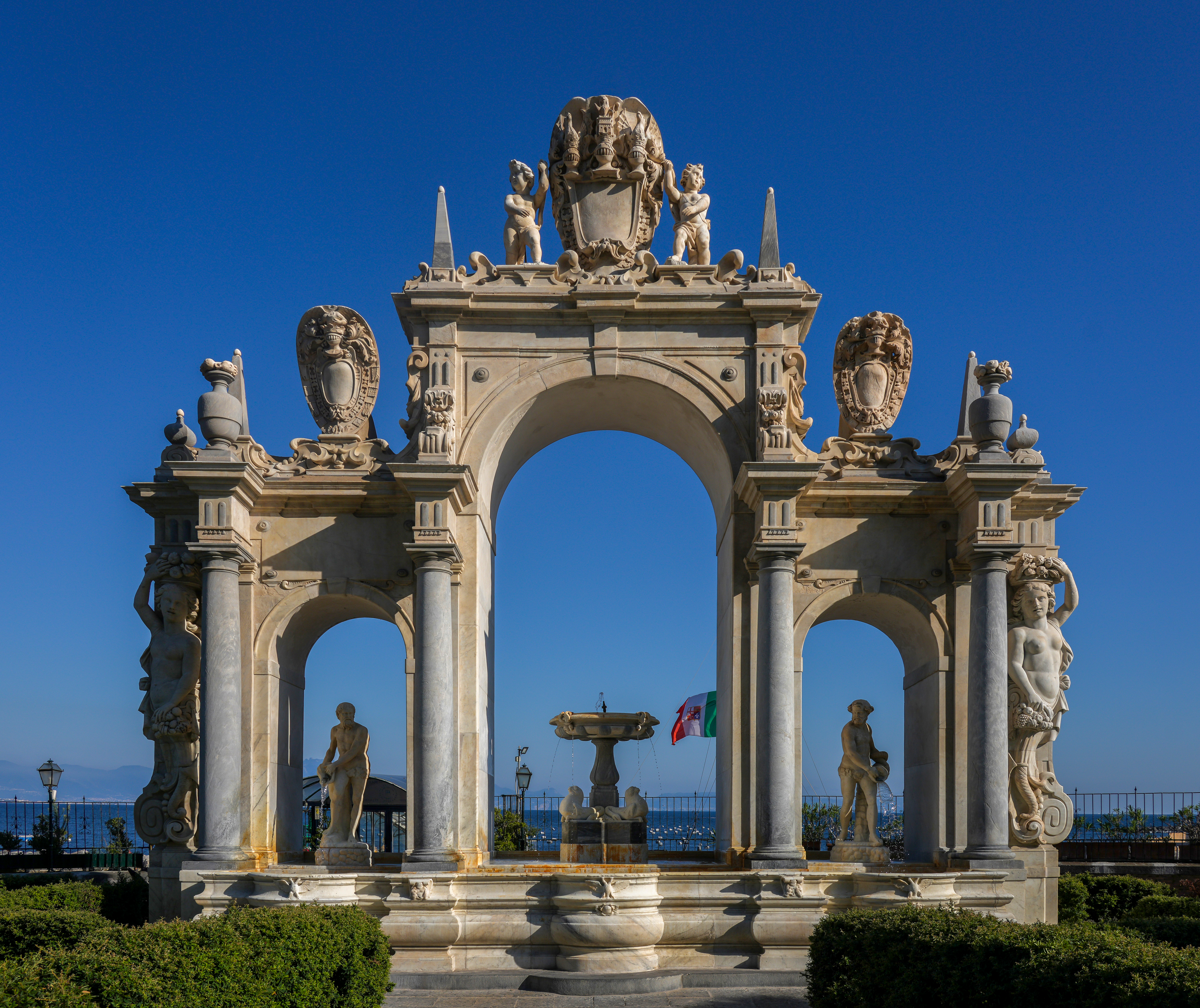
La Fontana del Gigante a Napoli, che appare nella sigla di Carosello

Le prime due sigle (i cosiddetti "siparietti") vennero realizzate da Luciano Emmer e Cesare Taurelli per conto della loro società di produzione Recta Film. La prima, andata in onda solo per tutto il 1957, fu addirittura realizzata in casa dello stesso Emmer la notte prima della messa in onda, almeno secondo quanto raccontato dal regista romano.
La sigla più celebre con quattro panorami di città italiane, nell'ordine Venezia (vista dal mare in cui si riconosce il Ponte di Rialto), Siena (con Piazza del Campo durante il Palio), Napoli (Via Caracciolo) e Roma (Piazza del Popolo), con ai lati i musicisti (nell'ordine un liutista, un trombettista, un mandolinista e un flautista), disegnata a tempera da Manfredo Manfredi Gianni Canova, Dreams: i sogni degli italiani in 50 anni di pubblicità televisiva, Milano, Bruno Mondadori, 2004 venne trasmessa a partire dal 1962.
La colonna sonora rimase immutata per l'intero ventennio: si tratta della versione strumentale di una tarantella napoletana risalente al 1825 circa e raccolta dal musicista Vincenzo De Meglio (1825-1883), intitolata Pagliaccio curata da Raffaele Gervasio (1910-1994) titolata di proprio - in una prima versione del compositore barese - Commedianti (1957) e poi in una seconda, Menestrelli (1961). Le due versioni appaiono nel catalogo ufficiale di Gervasio come op. 76/CG 418 e op./CG 433 entrambe per "orchestra" ma con organici strumentali diversi.
Secondo i ricordi di Luciano Emmer il brano era stato frettolosamente reperito da un cinegiornale d'epoca e direttamente utilizzato: lo fu per un primo periodo.
Una leggera modifica dello strumentale appare già nel corso dello stesso 1957 come si avverte dall'ascolto dei materiali superstiti ed essa (sostanzialmente l'op. 76/CG 418 vedi sopra) viene utilizzata sino al 1961.
Dal 1962 al 1973 viene impiegata la nuova strumentazione di cui al Catalogo di Gervasio "433", che prevede un organico più brillante e convenzionalmente attribuita a Marcello De Martino, che ne curò l'edizione di fatto registrata e che successivamente (1974) ne approntò una ulteriore accorciata rimasta sino alla chiusura definitiva del programma il 1º gennaio 1977.
Un estremo arrangiamento strumentale del motivo è opera di Fabio Gurian con l'Orchestra sinfonica nazionale della RAI per il rifacimento "Carosello Reloaded" (2013) che si rifà fondamentalmente a quello di Gervasio titolato "Menestrelli".

## Gli interpreti
I filmati erano interpretati in prevalenza da attori e attrici, talvolta in coppia con il proprio coniuge, ma vi recitarono anche cantanti, musicisti, sportivi, presentatori, annunciatrici RAI e persone assurte a improvvisa notorietà, come per esempio qualche campione del Rischiatutto.
Tra i tanti si ricordano Giacomo Agostini, Giorgio Albertazzi, Laura Antonelli, Renzo Arbore, Nicola Arigliano, Nino Benvenuti, Riccardo Billi, Walter Bonatti, Gianni Boncompagni, Mike Bongiorno, Giulio Bosetti, Gino Bramieri, i Brutos, Tino Buazzelli, Ernesto Calindri, Carlo Campanini, Renato Carosone, Mario Carotenuto, Raffaella Carrà, Adriano Celentano, Gino Cervi, Walter Chiari, Sabina Ciuffini, Corrado, Carlo Dapporto, Ninetto Davoli, Eduardo De Filippo, Peppino De Filippo, Marisa Del Frate, Lorella De Luca, Oriella Dorella, Johnny Dorelli, Giustino Durano, Maria Giovanna Elmi, Aldo Fabrizi, Sergio Fantoni e Valentina Fortunato, Paolo Ferrari, Anna Maria Ferrero, Dario Fo e Franca Rame, Arnoldo Foà, Vittorio Gassman, Carla Fracci, Felice Gimondi, Massimo Girotti, Gilberto Govi, Franco Franchi e Ciccio Ingrassia, Sylva Koscina, Ubaldo Lay, Alberto Lionello, Virna Lisi, Alberto Lupo, Erminio Macario, Nino Manfredi, Lauretta Masiero, Mina, Domenico Modugno, Sandra Mondaini e Raimondo Vianello, Rina Morelli e Paolo Stoppa, Francesco Mulè, Tiberio Murgia, Amedeo Nazzari, Ave Ninchi, Alighiero Noschese, Ilaria Occhini, Adriano Panatta, Ottavia Piccolo, Nicola Pietrangeli, Raffaele Pisu, Nilla Pizzi, Paolo Poli, Giovanna Ralli, Renato Rascel, Clay Regazzoni, i Ricchi e poveri, Mario Riva, Nini Rosso, Giancarlo Sbragia, Delia Scala, Tino Scotti, Alberto Sordi, Solvi Stubing, Nino Taranto, Gianrico Tedeschi, Aroldo Tieri, Ugo Tognazzi, Totò, Franca Valeri, Bice Valori e Paolo Panelli, Enrico Viarisio, Lina Volonghi, Franco Volpi, Lia Zoppelli.
Fra gli stranieri: Carole André, Brigitte Bardot, Senta Berger, Janis Joplin, Yul Brynner, John Charles, Corinne Clery, Fernandel, le gemelle Kessler, Philippe Leroy, Jerry Lewis, Don Lurio, Jayne Mansfield, Georges Moustaki, Pelè, Mac Ronay, Frank Sinatra, Jean Sorel, Orson Welles. 
.
Alcuni di loro hanno legato il loro nome in modo quasi indissolubile al prodotto pubblicizzato; ecco alcuni esempi:
- Cesare Polacco (per la brillantina Linetti), attore teatrale, nel ruolo di un detective americano quasi infallibile: per sua stessa ammissione, il suo unico errore è non aver mai usato la brillantina, divenendo calvo.
- Franco Cerri (per il detersivo Bio Presto), noto chitarrista jazz, conosciuto come l'"Uomo in ammollo", il quale sperimenta un detersivo sulla propria camicia sempre indosso, affermando che "non esiste sporco impossibile!" Cerri per lungo tempo appare nel solo "codino" per essere proposto nelle ultime stagioni come protagonista dell'intera scenetta.
- Mimmo Craig, attore teatrale e televisivo, interprete di una pubblicità dell'olio Sasso. Ciascuna scenetta narra di un suo sogno romantico ricorrente sulle note de Il mattino tratto dal Peer Gynt di Edvard Grieg. L'idillio viene stroncato dalla consapevolezza della sua grassezza e l'uomo si sveglia terrorizzato per poi realizzare un riuscito dimagrimento, merito del condimento. L'uomo si veste cantando trionfante alla sua domestica (Edith Peters, una delle Peters Sisters) il motivetto E la pancia non c'è più...!, divenuto brevemente un tormentone.
- Nicola Arigliano, cantante jazz, come Franco Cerri ricordato più per la pubblicità (del digestivo Antonetto) che per la sua produzione artistica.
- Paolo Ferrari, attore e doppiatore. Per molti anni si dedica alla pubblicità recitando il ruolo di un intervistatore con delle massaie circa la preferenza di un notissimo detersivo.
- Gino Bramieri: il comico pubblicizzò il Moplen, concludendo le sue scenette con la battuta: "e mo', e mo' e mo'... Moplen!"

Merita menzione l'ex nuotatore Fioravante Palestini, figura dal fisico scultoreo che appare di spalle divenendo icona di una linea di alimenti per bambini, conosciuto come L'Uomo Plasmon.

## L'animazione
Carmencita e Caballero, testimonial della Lavazza comparsi per la prima volta nell'originale Carosello degli anni sessanta ideato da Armando Testa
Un motivo di novità fu certamente l'introduzione dell'animazione. La presenza di Carosello ha certamente contribuito a rilanciare la scuola di animazione italiana, infatti parecchie delle pubblicità diventate più note e apprezzate vennero realizzate da studi grafici italiani cresciuti proprio in quegli anni, come la Gamma Film di Gino e Roberto Gavioli, la modenese Paul Film di Paul Campani, lo studio Pagot (dove operavano Nino e Toni Pagot), e altri. Da menzionare anche Guido De Maria che, oltre a svariati spot, creò, verso la fine degli anni settanta, un memorabile programma di intrattenimento di sola animazione: SuperGulp!
I "corti" trasmessi da Carosello spaziavano da filmati prodotti con la classica tecnica dei cartoni animati a filmati realizzati con la tecnica del passo uno.
I primi cartoni animati, comparsi nel 1958, furono Angelino (detersivo Supertrim della Agip) e "l'Omino coi baffi" (caffettiera Bialetti), entrambi inventati da Paul Campani, a cui seguirono il Vigile e il foresto (brodo Lombardi) e Ulisse e l'ombra (caffè Hag), realizzati e ideati dai fratelli Gavioli. Nel 1965 ebbe inizio la serie di Salomone pirata pacioccone per pubblicizzare i prodotti dolciari della Fabbri. Tra i più famosi, che continuarono a essere prodotti dopo la fine di Carosello, per scopi commerciali e anche in serie di puro intrattenimento si ricordano "Calimero" (Mira Lanza) e "La Linea" (pentole Lagostina) di Osvaldo Cavandoli.
Tra i filmati a passo uno vi sono il "caballero e Carmencita" (Caffè Lavazza), "Papalla" (Philco), quelli realizzati con la tecnica claymation (Fernet Branca). Nel 1961 i filmati del pupazzo "Topo Gigio" hanno fatto la pubblicità ai biscotti Pavesini.

## Altri spazi pubblicitari
A Carosello facevano corona altri appuntamenti fissi degli anni sessanta e degli anni settanta. I veri e propri siparietti commerciali non erano ancora delle pubblicità, erano pochi e concentrati in queste fasce: prima del telegiornale delle 13:30 andava in onda Break (dal 15 gennaio 1968, giorno in cui esordì proprio l'edizione meridiana del telegiornale), che nel 1970 venne diviso in due, con un'edizione che anticipava il telegiornale della notte; la TV dei ragazzi era anticipata da Girotondo (dal 1964), dopo la trasmissione Gong (1959); nella fascia preserale andava in onda Tic Tac (dal 1959); Arcobaleno (dal 1961) precedeva le previsioni del tempo, nel corso del TG serale e prima del notiziario; Carosello era il traino della prima serata; infine, in seconda serata, c'era Doremì (dal 1967).
Sul secondo canale, che cominciava le trasmissioni verso sera e trasmetteva il Telegiornale alle 21:00, l'appuntamento pubblicitario successivo era con Intermezzo (dal 1962) e, verso le 22:15, Doremì. In seguito, nel 1973, furono aboliti i nomi (tranne che per Carosello e Intermezzo) e gli appuntamenti si moltiplicarono.
I primi inserzionisti furono Saab, Dreher e Perugina. Anche il sito della Sipra ha proposto una serie di vecchi caroselli, con sottotitoli in inglese.

## Edizioni home video
Carosello - La storia di un mito è una raccolta in 10 DVD, venduta, a partire da ottobre 2011, in allegato alle riviste TV Sorrisi e Canzoni e Panorama. 
L'opera, attraverso i caroselli e contenuti speciali, suddivisi in bienni, ripropone la storia del programma televisivo andato in onda dal 1957 al 1977. Ogni DVD contiene un fascicolo illustrato che spiega la storia di quello specifico biennio. Il prezzo del primo DVD era di 4,99 €

## Citazioni e omaggi
- Tra il 1987 e il 1990, furono trasmessi degli intermezzi pubblicitari sulle tre reti Rai, con sottofondo musicale una parte della sigla di Carosello, che aprivano e chiudevano una sequenza di spot proposti all'epoca utilizzando un sipario teatrale, con uno dei tre colori che contraddistingueva e simboleggiava le rispettive reti: blu per Rai 1, rosso per Rai 2 e verde per Rai 3.
- Dall'11 maggio al 1º giugno 1997 la trasmissione fu riproposta in forma di varietà in prima serata su Rai 2 per quattro puntate con la conduzione di Ambra Angiolini e la partecipazione virtuale di Calimero, interpretato da Marco Giusti, che fu anche coautore del programma con Tatti Sanguineti, Alberto Piccinini, Beppe Cottafavi e Luigi Albertelli[26]. Sempre lo stesso anno la Rai decise di riproporre una versione moderna di Carosello il sabato e la domenica subito dopo il TG1 delle 20:00.
- Nel 2007, a cinquant’anni dalla nascita, il gruppo editoriale la Repubblica L’Espresso, in collaborazione con Rai Trade, pubblicò un cofanetto con quattro dvd; dieci anni dopo l’iniziativa editoriale fu ripetuta con una raccolta di venti dvd, che oltre a proporre ore di pubblicità offre numerose interviste a commentatori ed ex interpreti.
- Dal 2008 al 2010 la sigla storica di Carosello è stata utilizzata come sigla d'apertura dell'anteprima di Affari tuoi programma di Rai 1.
- Nel 2013, la Rai decide di riproporre, in via sperimentale, il formato di Carosello con una nuova trasmissione denominata Carosello Reloaded, andato in onda dal 6 maggio 2013 al 14 dicembre 2014 alle 21:10 su Rai 1.[27] Il programma ha una durata massima di 210 secondi (più breve rispetto ai dieci minuti del Carosello originale) e ha all'interno tre pubblicità. La storica sigla è stata mantenuta e rivisitata in chiave moderna. Il programma è curato dalla concessionaria pubblicitaria Rai, Rai Pubblicità, ex Sipra.[28]